# Таги, Рафик
Рафик Назир оглы Тагиев или Рафик Таги (азерб. Rafiq Tağı, Rafiq Nəzir oğlu Tağıyev; 5 августа 1950, Хошчобанлы — 23 ноября 2011, Баку) — азербайджанский писатель и публицист, врач.

## Биография
Рафик Таги родился 5 августа 1950 года в селе Хошчобанлы Масаллинского района Азербайджанской ССР.
Окончил Азербайджанский государственный медицинский институт. Затем учился в ординатуре Первого Московского медицинского института. С 1990 года работал врачом Центра скорой помощи в Баку — спас не одну жизнь.
Начал публиковаться в конце 1960-х годов. В течение 16 лет состоял в Союзе писателей Азербайджана, из которого был исключён за своё эссе с элементами критики творчества Самеда Вургуна.
После опубликования статьи «Европа и мы» в 2006 году в Баку более ста исламистов провели митинг и требовали смерти писателя.
Поздно вечером 19 ноября 2011 года, когда писатель шёл домой, на него напали и ударили ножом. В результате нападения у писателя были повреждены желудок, диафрагма и селезёнка. Через неделю он скончался.

## Реакция на смерть писателя
Юрист, руководитель «Общества правового просвещения» Интигам Алиев выступил с заявлением, и по его оценке нападение на Таги это удар по свободе прессы.
Дунья Миятович, спецпредставитель ОБСЕ по свободе СМИ, осудила покушение на Таги.
«Комитет защиты журналистов» выразил требование расследования факта покушения и убийства.
«Организация „Репортеры без границ“ при этом напоминает, что в 2007 году Таги был осужден за публикацию антиисламской статьи, а 10 ноября этого года он опубликовал другую статью, где критиковал президента Ирана Ахмадинижада, обвиняя его в дискредитации Ислама».

## Цитаты
- «Земной шар — однокомнатная квартира человечества. Все люди мира — земляне»[6].